# Eliminacje do Mistrzostw Europy w Piłce Nożnej Kobiet 2009/Grupa 2
Rozgrywki Grupy 2 Eliminacji do Mistrzostw Europy w Piłce Nożnej kobiet 2009 odbyły się w dniach od 1 kwietnia 2007 do 2 października 2008. Grupa 2 była jedną z sześciu, które wyłoniły 11 finalistów Mistrzostw Europy w Piłce Nożnej Kobiet 2009. W Grupie 2 znalazły się następujące zespoły:
- Irlandia
- Szwecja
- Rumunia
- Węgry
- Włochy

## Tabela
| Zespół   | Pkt | M | W | R | P | Br+ | Br- | +/- |
| -------- | --- | - | - | - | - | --- | --- | --- |
| Szwecja  | 24  | 8 | 8 | 0 | 0 | 31  | 0   | +31 |
| Włochy   | 18  | 8 | 6 | 0 | 2 | 23  | 7   | +16 |
| Irlandia | 12  | 8 | 4 | 0 | 4 | 10  | 14  | -4  |
| Rumunia  | 4   | 8 | 1 | 1 | 6 | 8   | 28  | -20 |
| Węgry    | 1   | 8 | 0 | 1 | 7 | 6   | 29  | -23 |

Legenda:
- kolorem zielonym oznaczono drużyny, które bezpośrednio awansowały do turnieju finałowego.
- kolorem żółtym oznaczono drużyny, które awansowały do baraży.
- kolorem czerwonym oznaczono drużyny, które nie awansowały, ani nie uzyskały awansu do baraży.

## Wyniki
| 1 kwietnia 2007 15:00 CEST | Irlandia · Taylor 43' · Byrne 50' | 2-1raport | Węgry · Gáspár 28' | Tolka Park, Dublin Sędzia: Marija Damjanović |
|                            |                                   |           |                    |                                              |

| 5 maja 2007 15:00 CEST | Włochy | 0-2raport | Szwecja · Seger 42' · Fischer 90+3' | Stadio Briamasco, Trento Sędzia: Alexandra Ihringová |
|                        |        |           |                                     |                                                      |

| 5 maja 2007 17:00 CEST | Węgry · Jakab 40' 68' · Milassin 89' | 3-3raport | Rumunia · Spanu 31' · Rus 38' · Pufulete 87' | Stadion Oláh Gábor Út Debreczyn Sędzia: Sabine Bonnin |
|                        |                                      |           |                                              |                                                       |

| 30 maja 2007 20:45 CEST | Irlandia · O'Toole 76' | 1-2raport | Włochy · Paliotti 40' · Panico 59' | Richmond Park (Dublin), Dublin Sędzia: Tanja Schett |
|                         |                        |           |                                    |                                                     |

| 16 czerwca 2007 16:00 CEST | Rumunia | 0-7raport | Szwecja · Svensson 6' 25' 35' 38' 69' · Sjögran 14' · Schelin 75' | Football Center Mogosoaia, Mogosoaia Sędzia: Gordana Kuzmanović |
|                            |         |           |                                                                   |                                                                 |

| 20 czerwca 2007 19:15 CEST | Szwecja · Svensson 12' 86' · Marklund 16' · Sjögran 22' · Segerström 52' 88' · Lundin 90+1' | 7-0raport | Węgry | Tingvalla IP, Karlstad Sędzia: Kirsi Savolainen |
|                            |                                                                                             |           |       |                                                 |

| 25 sierpnia 2007 9:30 CEST | Rumunia | 0-2raport | Irlandia · Curtis 12' 14' | Football Center Mogosoaia, Mogosoaia Sędzia: Rachel Cohen |
|                            |         |           |                           |                                                           |

| 27 października 2007 14:00 CEST | Węgry · Pádár 70' (kar.) | 1-3raport | Włochy · Dadda 58' · Panico 76' · Tuttino 87' | Bük Sędzia: Paloma Quintero Siles |
|                                 |                          |           |                                               |                                   |

| 27 października 2007 16:00 CEST | Irlandia · O'Brien 18' · Curtis 31' | 2-1raport | Rumunia · Pufulete 40' | Richmond Park, Dublin Sędzia: Kirsi Savolainen |
|                                 |                                     |           |                        |                                                |

| 31 października 2007 15:00 CEST | Włochy · Boni 27' · Panico 41' · Paliotti 60' 66' · Gabbiadini 68' | 5-0raport | Rumunia | Il Noce, Parma Sędzia: Bente Ovedie Skogvang |
|                                 |                                                                    |           |         |                                              |

| 16 lutego 2008 15:00 CET | Włochy · Fuselli 83' · Gabbiadini 85' · Panico 86' · Conti 90+1' | 4-1raport | Irlandia · Taylor 13' | Communale, Villacidro Sędzia: Natalia Awdonczenko |
|                          |                                                                  |           |                       |                                                   |

| 23 kwietnia 2008 13:00 CEST | Węgry | 0-2raport | Irlandia · O'Brien 1' · Curtis 63' | DVTK Stadion, Miszkolc Sędzia: Anelia Sinabow |
|                             |       |           |                                    |                                               |

| 3 maja 2008 13:00 CEST | Węgry | 0-6raport | Szwecja · Karlsson 12' · Larsson 23' · Lundin 34' 69' · Fischer 37' · Edlund 79' | Stadion Sóstói, Székesfehérvár Sędzia: Snježana Fočić |
|                        |       |           |                                                                                  |                                                       |

| 7 maja 2008 19:00 CEST | Szwecja · Landström 90' | 1-0raport | Włochy | Behrn Arena, Örebro Sędzia: Bibiana Steinhaus |
|                        |                         |           |        |                                               |

| 24 maja 2008 14:00 CEST | Rumunia · Spanu 29' | 1-6raport | Włochy · Gabbiadini 13' 67' · Panico 26' · Zorri 41' (R.k.) · Conti 48' · Fuselli 85' | Stadion Miejski, Buftea Sędzia: Efthalia Mitsi |
|                         |                     |           |                                                                                       |                                                |

| 28 maja 2008 14:00 CEST | Rumunia · Amza 9' · Spanu 31' · Sarghie 82' | 3-1raport | Węgry · Pádár 16' | Stadionul Iuliu Bodola, Oradea Sędzia: Nadieżda Uljanowska |
|                         |                                             |           |                   |                                                            |

| 25 czerwca 2008 20:45 CEST | Irlandia | 0-5raport | Szwecja · Westberg 18' 73' · Svensson 23' · Öqvist 28' · Schelin 86' | Carlisle Grounds, Bray Sędzia: Claudine Brohet |
|                            |          |           |                                                                      |                                                |

| 27 września 2008 18:00 CEST | Szwecja · Sjögran 32' · Fischer 37' | 2-0raport | Rumunia | Swedbank Park, Västerås Sędzia: Natalia Awdonczenko |
|                             |                                     |           |         |                                                     |

| 1 października 2008 19:00 CEST | Szwecja · Edlund 42' | 1-0raport | Irlandia | Vångavallen, Trelleborg Sędzia: Tanja Schett |
|                                |                      |           |          |                                              |

| 2 października 2008 | Włochy | 3-0 | Węgry |  |
|                     |        |     |       |  |